# Eupelmus gorgias
Eupelmus gorgias är en stekelart som beskrevs av Walker 1839. Eupelmus gorgias ingår i släktet Eupelmus och familjen hoppglanssteklar. Inga underarter finns listade i Catalogue of Life.